# Enlace fuerte

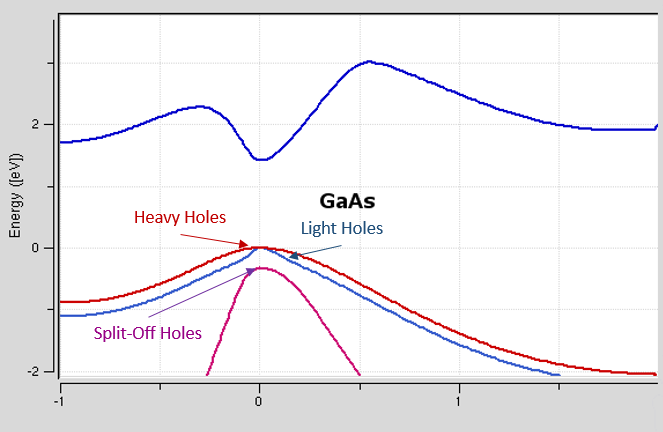
Estructura de la banda de GaAs en el modelo de unión apretada, mostrando los agujeros pesados, los agujeros ligeros y los agujeros separados.

En Física del Estado Sólido, el tight binding model  (o TB model) es un enfoque para calcular la estructura de bandas electrónicas usando como aproximación una base de funciones de onda basado en una combinación lineal de estas. El método es aplicado a una amplia variedad de sólidos y da buenos resultados cualitativos en muchos casos. Puede ser combinado con otros modelos y dar mejores resultados donde el método falla.

## Introducción
El nombre de "tight binding" o "aproximación de enlace fuerte"  sugiere que este modelo de Mecánica Cuántica, describe las propiedades de los electrones fuertemente enlazados en un sólido.

En el caso de los gases inertes o para las bandas d de los metales de transición, la descripción por medio del modelo del electrón casi libre no es apropiado.

Para N átomos, N orbitales se formaran para cada nivel del átomo aislado y estos N orbitales se asociarán en 
una o más bandas.
El ancho de la banda es proporcional a la intensidad de la interacción de superposición entre átomos vecinos. 
.

## Formulación Matemática

### El cristal como una colección de átomos
Una buena aproximación para el potencial electrónico {\displaystyle V({\boldsymbol {r}})}  en un cristal es la suma
de todo los potenciales atómicos:
{\displaystyle V({\boldsymbol {r}})\equiv \sum _{R}V_{at}({\boldsymbol {r-R}})} .
donde la suma corre sobre todos los vectores del arreglo. Sin embargo el potencial es periódico por 
construcción:
{\displaystyle V({\boldsymbol {r+R_{o}}})=\sum _{R}V_{at}({\boldsymbol {r+R_{o}-R}})} .
{\displaystyle =\sum _{R}V_{at}({\boldsymbol {r-(R-R_{o})}})\ }
{\displaystyle =\sum _{R'}V_{at}({\boldsymbol {r-R')}})\equiv V({\boldsymbol {r}})\ }

#### Sumas de Bloch
Considere un elemento con un átomo por celda unitaria, y suponga que cada átomo tiene solo un orbital de valencia {\displaystyle \phi _{K}({\boldsymbol {r}})}  Entonces formamos una función de onda de Bloch del tipo:  
{\displaystyle \varphi _{K}({\boldsymbol {r}})=N^{-1/2}\sum _{m}e^{iK\cdot R_{m}}\phi ({\boldsymbol {r}}-{\boldsymbol {R_{m}}})\ .} .
- Demostremos que realmente es una función de Bloch:

{\displaystyle \varphi _{K}({\boldsymbol {r+R}})=N^{-1/2}\sum _{m}e^{iK\cdot R_{m}}\phi ({\boldsymbol {r+R}}-{\boldsymbol {R_{m}}})\ .} .
{\displaystyle =N^{-1/2}e^{iK\cdot R}\sum _{m}e^{iK\cdot R_{m}-R}\phi ({\boldsymbol {r}}-({\boldsymbol {R_{m}-R}}))\ }
{\displaystyle =e^{iK\cdot R}\varphi _{K}({\boldsymbol {r}})\ }
- La energía esperada del Hamiltoniano es :

{\displaystyle \varepsilon _{k}=\int d^{3}r\ \phi _{K}^{*}({\boldsymbol {r}})H({\boldsymbol {r}})\phi _{K}({\boldsymbol {r}})=\langle k|H|k\rangle =N^{-1}\sum _{m}\sum _{n}e^{iK\cdot (R_{m}-R_{n})}\langle \phi _{m}|H|\phi _{n}\rangle }
{\displaystyle \langle \phi _{m}|H|\phi _{n}\rangle } será más grande si n y m están en el mismo sitio atómico, o son vecinos más cercanos, pero disminuirá rápidamente con la distancia.
- Datos: Q902168
- Multimedia: Dispersion relations of electrons / Q902168